# Manulea pygmaeola
Manulea pygmaeola és una espècie de papallona nocturna de la subfamília Arctiinae i la família Erebidae.
Es troba a la meitat occidental de la Zona paleàrtica fins al Massís de l'Altai.

## Descripció
Té una envergadura alar de 24–28 mm.
Hi ha una generació per any. Els adults volen de juny a agost.
Les larves s'alimenten de diverses espècies de líquens que creixen sobre les roques i pals de fusta. Les larves es troben a partir d'agost fins al juny de l'any següent. L'espècie passa l'hivern en l'etapa larval.

## Subespècies
- Manulea pygmaeola pygmaeola
- Manulea pygmaeola banghaasi (Seitz, 1910) (Àsia Menor, Transcaucas)
- Manulea pygmaeola pallifrons (Zeller, 1847) (nord-oest d'Àfrica, Europa, Crimea, Caucas)
- Manulea pygmaeola saerdabense (Daniel, 1939) (Kopet Dagh occidental, nord d'Iran, muntanyes de l'Àsia central oriental)

## Galeria

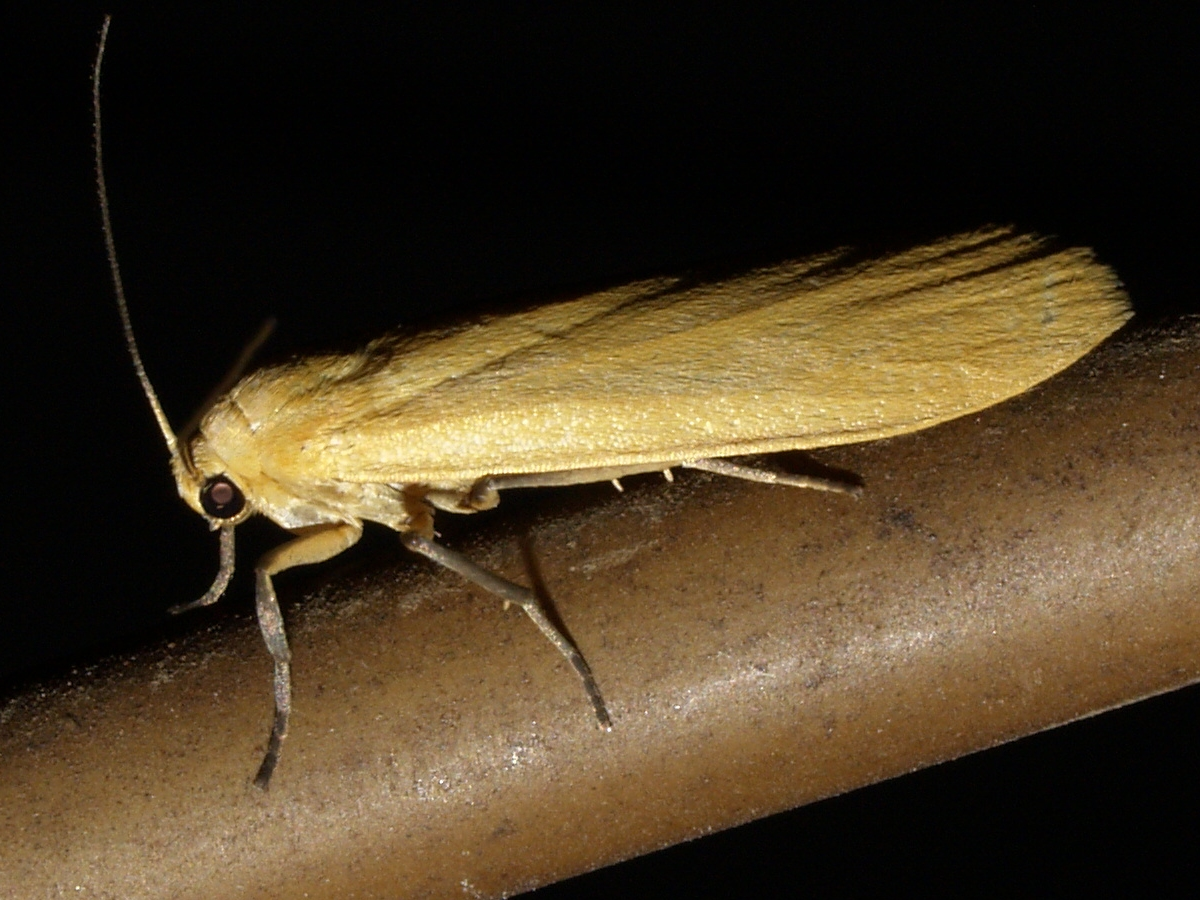
Manulea pygmaeola